# 倫德瓦格斯角
69°53′S 39°0′E / 69.883°S 39.000°E
倫德瓦格斯角是南極洲的海岬，位於毛德皇后地的哈拉爾王子海岸，處於倫德瓦格灣西南端，海拔高度160米，挪威製圖師根據該國探險隊拍攝的空中照片繪入地圖。